# Sistema de gestió de bases de dades
Un Sistema de Gestió de Bases de Dades és un conjunt de programes informàtics dissenyats per facilitar la gestió d'un conjunt de dades en una base de dades.
Els usuaris d'aquest tipus de software poden accedir a la informació usant eines específiques de consulta i de generació d'informes.
Aquests sistemes també proporcionen mètodes per a mantenir la integritat de les dades, per a administrar l'accés dels usuaris a los dades i per a recuperar la informació si el sistema es corromp. Permeten presentar la informació de la base de dades en diferents formats. La majoria inclouen un generador de informes. També poden incloure un mòdul gràfic que permeti representar la informació con gràfics i/o taules.
Generalment s'accedeix a les dades mitjançant llenguatges de consulta estructurats, és a dir, llenguatges d'alt nivell que simplifiquen la tasca de construir les aplicacions.

## Els objectius
Els SGBD han de satisfer les següents propietats:
- Abstracció de la informació. La forma de l'emmagatzemament físic de les dades és transparent per l'usuari. Existeixen diferents nivells d'abstracció.

- Independència. La independència vol dir que s'ha de garantir que un canvi de l'esquema, sigui físic o lògic, no ha d'implicar un canvi en les aplicacions que la utilitzin.

- Consistència. Ha de garantir que les dades siguin consistents això implica que les dades han d'estar actualitzades quan les vulguem consultar.

- Seguretat. Com que la informació ha d'estar protegida, hem de garantir que la informació és consultada, actualitzada, inserida o eliminada per usuaris autoritzats a fer aquestes tasques. Per altra banda, hem de garantir que les transaccions es realitzin de manera segura complint les propietats ACID

- Integritat. Ha de tenir en compte que en cas d'una incidència hem de poder recuperar la informació que s'ha pogut perdre per aquestes incidències.

- Recuperació. Ha de poder realitzar còpies de seguretat de forma eficient per així evitar la perduda de dades.

- Control de la concurrència. Ha de garantir que l'accés simultani al SGBD, que pot derivar en inconsistències de la informació, sigui tractat.

- Informació sobre les dades o Metadades. El sistema ha de tenir informació sobre el mateix sistema, com pot ser els usuaris.

Avantatges: 
1. Facilitat de manegar grans volums de dades.
2. Optimització.
3. Independència del tractament d'informació.
4. Seguretat de la informació.
5. Integritat de la informació.

Inconvenients: 
1. El cost d'actualització del maquinari i programari són elevats.
2. Cost de l'administrador de la base de dades és costos.
3. El mal ús d'alguna de les capacitats del SGBD pot originar greus problemes

## Alguns sistemes de gestió de bases de dades
- 4D
- Adabas
- Adaptive Server Enterprise
- Apache Derby
- BASAP, en PHP
- Cloudscape
- Corel Paradox
- C-tree
- Dataflex
- Dataphor
- DB2
- FileMaker
- Firebird
- Helix database
- HSQLDB
- Hyperion Essbase
- Information Management System
- Informix
- Ingres
- Intersystem Cache
- Kx
- LibreOffice Base
- MariaDB
- Microsoft Access
- Microsoft SQL Server
- MongoDB
- MySQL
- Netezza
- OpenOffice.org Base
- Oracle
- OpenLink Virtuoso
- PostgreSQL
- Progress
- Rel (DBMS)
- SQLite
- SQL Anywhere Studio
- Sybase
- Teradata
- VistaDB